# Vassili Sokolovski
Vassili Danílovitx Sokolovski (rus: Васи́лий Дани́лович Соколо́вский) (21 de juliol de 1897 – 10 de maig de 1968), va ser un comandant militar soviètic, nascut en una família camperola a Koźliki, un petit poble de la província de Grodno, prop de Białystok, a l'actual Polònia (llavors part de l'Imperi Rus). Treballà com a professor en una escola rural, on prengué part en protestes i manifestacions contra el Tsar. S'uní a l'Exèrcit Roig al febrer de 1918.
Començà la seva formació militar el 1919, però sovint era reclamat per l'Exèrcit Roig i havia d'abandonar els estudis. Es graduà el 1921 i va ser nomenat cap d'estat major d'una divisió estacionada al Turkmenistan. Durant una batalla prop de Samarkand va ser ferit i posteriorment condecorat per valentia. Després de la Guerra Civil Russa ocupà diverses posicions d'Estat Major, arribant a ser Cap de l'Estat Major del Districte Militar de Moscou i llavors Adjunt al Cap de l'Estat Major General, posició que ocupava a l'inici de l'Operació Barba-roja, la invasió alemanya de la Unió Soviètica.
Al desembre de 1941, quan els alemanys es trobaven a només 20 km de Moscou, Sokolovski va ser nomenat cap de l'Estat Major del Front Occidental, on podia coordinar els contraatacs d'hivern soviètics que van fer retirar als alemanys de Moscou. Restà en aquesta posició fins al febrer de 1943, quan esdevingué comandant del Front Occidental.
Encapçalà aquest front durant la batalla de Kursk i fins al 1944, quan el Front occidental es dividí en dos, i Sokolovski va ser nomenat Cap de l'Estat Major del 1r Front Ucraïnès. Restà en aquest càrrec fins al final de la guerra. Des d'aquesta posició ajudà a la preparació i execució de la batalla de Berlín entre d'altres. Després de la guerra, va ser Adjunt al Comandant en Cap de les Forces Soviètiques a l'Alemanya Oriental fins al 3 de juliol de 1946.
Aquell dia, Sokolovski va ser promogut al rang de Mariscal de la Unió Soviètica i nomenat comandant en cap de les Forces Soviètiques a l'Alemanya Oriental. El 1949 va ser nomenat Adjunt al Ministre de Defensa, càrrec que ocupà fins al 1952, en què va ser nomenat Cap de l'Estat Major General. El 1960 va ser nomenat Inspector General del Ministeri de Defensa, càrrec que ocupà fins a la seva mort el 10 de maig de 1968. Les seves cendres reposen en una urna, enterrada al Kremlin
Sokolovski va ser conegut a l'oest amb la publicació del llibre Estratègia Militar el 1962, que contenia detalls sobre el pensament soviètic sobre la guerra, particularment la nuclear.
Va ser un membre clau del comandament soviètic de la guerra durant la II Guerra Mundial com un excel·lent planificador i un fiable cap militar. Va tenir molt bona relació amb el mariscal Gueorgui Júkov.

## Condecoracions
- Heroi de la Unió Soviètica
- Orde de Lenin (8)
- Orde de la Revolució d'Octubre
- Orde de Suvórov de 1a classe (3)
- Orde de Kutuzov de 1a classe (3)
- Orde de la Bandera Roja (3)
- Medalla de la defensa de Moscou

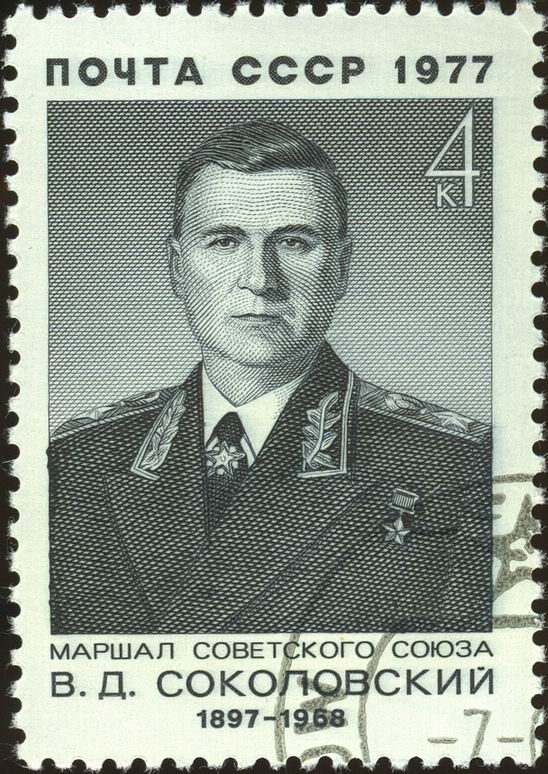
Segell de 1977 amb l'efígie de Sokolovski

- Medalla per la Conquesta de Berlín
- Medalla de la victòria sobre Alemanya
- Medalla del 20è Aniversari de l'Exèrcit Roig
- Medalla del 30è Aniversari de l'Exèrcit i l'Armada Soviètics
- Medalla del 40è Aniversari de les Forces Armades Soviètiques
- Medalla del 20è Aniversari de la Victòria en la Gran Guerra Patriòtica
- Comandant de l'orde de l'Imperi Britànic